# 香川県立坂出工業高等学校
香川県立坂出工業高等学校（かがわけんりつ さかいでこうぎょうこうとうがっこう）は、香川県坂出市御供所町一丁目に所在する公立の工業高等学校。全日制の課程に機械科、電気科、化学工学科、建築科を設置。過去には定時制の課程に機械科、電気科を設置していたが現在は募集停止。
通称は「坂工」（さかこう）。しかし、坂出高校としばしば混同されるため、単に「工業（こうぎょう）」と呼ばれたり、逆に坂出高校を「さかたか」と呼んで区別することもある。
男女共学ではあるが、男子生徒が圧倒的に多い。

## 沿革
- 1938年 - 香川県立坂出工業学校として設立される。
- 1948年 - 学制改革にともない香川県立坂出工業高等学校となる。
- 1949年 - 高等学校再編成にともない、坂出高校（坂出商業高校の前身）と統合し、香川県立坂出商工高等学校となる。
- 1953年 - 工業科と商業科が分割され、ふたたび香川県立坂出工業高等学校となる。

## 設置課程
- 全日制
  - 機械科
    - 機械コース
    - 自動車コース

  - 電気科
  - 建築科
  - 化学工学科

- 定時制（2010年度より募集停止）
  - 機械科
  - 電気科

## 部活動
- 全国高等学校カヌー選手権大会 - 学校対抗で1992年、1993年、2019年男子で優勝。
- 全国高等学校ラグビーフットボール大会　出場20回(成績詳細) - 県内の学校で唯一の白星を挙げている。
- 全国高校総体バレーボール　男子ベスト4／2003年

## 交通・アクセス方法
- JR四国（予讃線）坂出駅

## 著名な出身者
- 平田薫（元プロ野球選手）
- 香川正人（元プロ野球選手）
- 森下純弘（プロハンドボール選手）
- 大庭健裕（FC東京バレーボールチーム）